# MS Sobieski

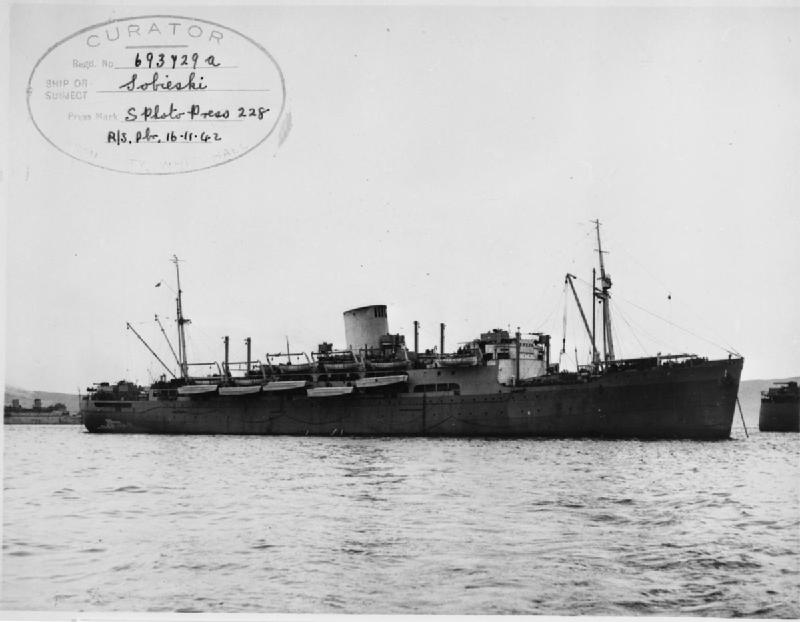
"Sobieski" jako transportowiec wojska

MS Sobieski – polski statek pasażerski nazwany na cześć polskiego króla Jana III Sobieskiego.
Zbudowany wraz z podobnym MS Chrobrym z myślą o zastąpieniu starzejącego się SS Kościuszki i SS Pułaskiego na linii południowoamerykańskiej.

## Historia
- Miejsce i rok budowy: 1937, Swan Hunter & Wigham Richardson, Newcastle, Anglia, zwodowany 25 sierpnia 1938[1]
- Podniesienie bandery: 15 czerwca 1939[2].
- Armator: Gdynia-Ameryka Linie Żeglugowe SA, Gdynia America Line (GAL)[1]
- Dziewiczy rejs do Brazylii i Argentyny rozpoczął 15 czerwca 1939
- Podczas II wojny światowej przebudowany na transportowiec wojska[3].
- W czerwcu 1940 brał udział w ewakuacji wojsk alianckich z południa Francji do Wielkiej Brytanii[4]
- We wrześniu 1940 jako transportowiec brał udział w próbie przejęcia Dakaru przez siły Wolnych Francuzów
- W 1947 zwrócony został właścicielom i w kwietniu tego roku z Gdyni przewoził polskie dzieci do Danii w ramach pomocy Czerwonego Krzyża
- Po wojnie (1947-50) pływał pod polską banderą na trasie Genua – Nowy Jork. W lutym 1950 rozpoczął swój 29. i ostatni rejs przez Północny Atlantyk na trasie Neapol - Genua - Cannes - Halifax - Nowy Jork - Cannes - Genua - Neapol[1]
- W 1950 został sprzedany ZSRR i nazwę zmieniono na M/S "Gruzja". Macierzysty port Odessa i był używany na szlaku czarnomorskim między Odessą a Batumi. Jako "Gruzja" statek ten jeszcze kilkakrotnie odwiedził Gdynię. Pływając jako "Gruzja" przetrwał m.in. podmorskie trzęsienie ziemi[1]
- Złomowanie – kwiecień 1975, włoska stocznia w La Spezia[1]

## Dane techniczne
- Pojemność: 11 030 BRT, 6351 NRT
- Nośność statku: 7260 ton
- Wymiary: –
  - długość całkowita – 155,8 m
  - długość na linii wodnej – 150,3 m
  - szerokość – 20,4 m
  - zanurzenie – 8,3 m.
- Silniki: dwa silniki spalinowe Kincaid & Co. o łącznej mocy 11250 KM.
- Pędnik: 2 śruby.
- Prędkość: – 17 węzłów
- Załoga: 260 osób.
- 1100 pasażerów. (350 normalnych miejsc pasażerskich i 750 dodatkowych w razie potrzeby). Statek był zaprojektowany jako pasażersko-towarowy. Niektóre ładownie mogły być przekształcone w bardzo spartańskie pomieszczenia pasażerskie.